# نزار نيوف
نزار نيوف (29 مايو 1962-) صحفي سوري وناشط في مجال حقوق الإنسان، ومنشق ومعارض للنظام السوري، كان أحد الأعضاء المؤسسين للجنة الدفاع عن الحرية الديمقراطية وهي منظمة سياسية محظورة في سوريا، وكذلك رئيس تحرير صوت الديموقراطيِّة، انتقد الحكومة السورية بسبب انتهاكاتها لحقوق الإنسان حيث قُبض عليه وحُكم عليه بالسجن لمدة عشر سنوات عام 1991، قضى معظمها في سجن المزة خارج دمشق.
أثناء وجوده في السجن احتجز نيوف في زنازين معزولة وعُذِّب بشكل منتظم مما جعله غير قادر على المشي، كما حُرم من علاج السرطان ما لم يتراجع عن انتقاده للحكومة لكنه رفض، في 6 أيار / مايو 2001 منح الرئيس السوري بشار الأسد الإفراج عن نيوف لأسباب إنسانية في تاريخ زيارة البابا يوحنا بولس الثاني إلى سوريا. انتقل نيوف لاحقًا إلى فرنسا حيث ظل ناشطًا سياسيًا ويواصل الدعوة إلى الديمقراطية في سوريا.
حصل نيوف على العديد من الجوائز عن عمله، بما في ذلك جائزة غييرمو كانو العالمية لحرية الصحافة في عام 2000، وجائزة القلم الذهبي للحرية في عام 2001. حصل على لقب بطل حرية الصحافة العالمي من قبل المعهد الدولي للصحافة.

## النشأة والعمل
ولد نيوف في اللاذقية سوريا عام 1962، تلقى تعليمه في جامعة دمشق، حيث حصل على درجة في الاقتصاد السياسي والتنمية الاقتصادية. بعد الجامعة عمل نيوف في مهنة الصحافة بدءًا من العمل الحر.
تولى رئاسة تحرير جريدة صوت الديمقراطية (صوت الديمقراطية). وشارك أيضًا في تأسيس لجنة الدفاع عن الحرية الديمقراطية (CDF)، والتي كان يشغل فيها منصب الأمين العام كواحد من الأعضاء المؤسسين، حث نيوف قوات الدفاع المدني على أن تبقى مستقلة عن أي حزب سياسي. كما ساهم نيوف بانتظام في مجلة الحرية الأسبوعية.
نيوف متزوج ولديه ابنة واحدة.
في 10 ديسمبر 1991، نشر قوات الدفاع المدني مسالك من أربع صفحات من تأليف نيوف شجبت "مصادرة الحقوق العامة والديمقراطية" و "الاعتداءات اليومية لأجهزة الأمن" و "أولئك الذين نسوا وراء قضبان السجن قانون عسكرى."  انتقد نيوف أيضًا إجبار عدد كبير من المواطنين على المشاركة في المسيرات والاحتفالات لا سيما أصحاب المتاجر وأطفال المدارس والذين كانوا ملزمون بالمساهمة مالياً في الزخارف".

## الاعتقال والمحاكمة
في أواخر عام 1991 اعتقلت السلطات السورية زوجة نيوف وابنتها الصغيرة في حملة ضد أعضاء قوات الدفاع المدني من أجل الضغط على نيوف لتسليم نفسه بسبب رفضه الاعتراف بحافظ الأسد رئيسًا لسوريا آنذاك.  في 10 يناير 1992 سلم نيوف نفسه للسلطات، وبعد اعتقاله تعرض نيوف للتعذيب من قبل لمخابرات العسكرية السورية في فرع فلسطين، كما قُبض على العديد من زملاء نيوف في قوات الدفاع المدني، وحوكم ما لا يقل عن 17 شخص جنباً إلى جنب مع نيوف من قبل محكمة أمن الدولة السورية العليا (SSSC) في إجراءات استمرت من 29 فبراير إلى 27 مارس 1992.
في المحاكمة كان نيوف على صلة بمنشور تابع لقوات الدفاع المدني يشكك في نتائج الانتخابات الرئاسية التي أجريت عام 1991 والتي لا جدال فيها، ويسترعي الانتباه إلى انتهاكات حقوق الإنسان السورية. كما اتُهم بالإدلاء بتصريحات كاذبة وقبول الأموال من الخارج. الأحكام التي تضمن حقوق المتهمين بموجب دستور سوريا ليست ملزمة لمحكمة أمن الدولة العليا، التي تحاكم قضايا الأمن السياسي والوطني، ولم يُسمح للمحامين الذين يمثلون نيوف والمدعى عليهم الآخرين بمقابلتهم قبل المحاكمة. خلال المحاكمة ذكر المدعى عليهم في قوات الدفاع المدني أنهم تعرضوا للتعذيب في الحجز، وهو ما تجاهله رئيس المحكمة. صرح المراقبون الدوليون في محاكمة نيوف بأنها لا تفي بالمعايير الدولية للعدالة القضائية.  بصفته رئيس تحرير صحيفة صوت الديمقراطية ، تلقى نيوف الحكم رد قاسي على جميع أعضاء مجلس الدفاع المدني الذين حوكموا. حُكم على نيوف في 17 مارس 1992 بعشر سنوات من العمل الشاق.  وقد حُكم عليه بسبب عضويته في قوات الدفاع المدني، التي كانت محظورة بموجب النظام السوري، فضلاً عن «نشر معلومات كاذبة».

## السجن
أمضى الأشهر العشرة الأولى من عقوبة نيوف في سجن صيدنايا خارج دمشق. أثناء وجوده في صيدنايا، حاول نيوف تنظيم تمرد الأسير. تم نقله إلى سجن تدمر بالقرب من تدمر. في عام 1993، قام نيوف بالإضراب عن الطعام لمدة ثلاثة عشر يومًا في تدمر من أجل الاحتجاج على تعذيب السجناء. أثناء تواجده في تدمر، تمكّن نيوف من تقديم دليل على أن السجناء تعرضوا للتعذيب على الصحافة في الخارج، مما أدى إلى نقل آخر إلى سجن المزة، وهو سجن عسكري خارج دمشق.  قضى معظم مدة عقوبته العشر في الحبس الانفرادي في المزة. 
في سجن المزة، تعرض نيوف لأشكال مختلفة من التعذيب، بما في ذلك الصعق بالكهرباء والضرب والتعليق رأسًا على عقب من قدميه لمدة ساعتين أو ثلاث ساعات في كل مرة. وبحسب ما ورد، فقد جرى التبول على فراشه من فتحة تطل على زنزانته. تعرض نايف أيضًا إلى «الكرسي الألماني»، وهو جهاز يشبه الحامل مصمم لامتداد أشواك السجناء.  كان نيوف هدفًا لمحاولة الاغتيال في السجن في ثلاث مناسبات، من خلال قتال مع سجين آخر والتسمم بالزرنيخ وكذلك التسمم بالمواد الكيميائية الأخرى، التي نجا منها جزئيًا لأن بعض حراس السجن كانوا متعاطفين معه. 
أثناء سجنه، أصيب نيوف بالشلل جزئيًا من ساقيه إلى أسفل بسبب تعرضه للتعذيب يوميًا خلال الشهرين الأولين،  ولم يتمكن من الحركة إلا بالزحف.  بالإضافة إلى ذلك، أثناء وجوده في السجن، تم تشخيص إصابته بالسرطان، وربما ليمفوما هودجكين،  الذي حرم من علاجه إلا إذا وعد بوقف نشاطه السياسي في سوريا، وهو ما رفضه.
قال السفير السوري لدى الولايات المتحدة وليد المعلم لـ هيومن رايتس ووتش إن نيوف كان يعاني فقط من انزلاق غضروفي وأن حالته الصحية تحسنت. كما صرح المعلم أن «نيوف» و «قوات الدفاع المدني» قد «اختلقوا أكاذيب متعمدة ضد سوريا وتسببوا في ضررها بحجة الدفاع عن حقوق الإنسان». في عام 1999، بعد الضغط الدولي، عولج نيوف من ليمفوما هودجكين.
تم منح نيوف الفرصة مرارًا وتكرارًا لإطلاق سراحه إذا كان سيوقع وثيقة تكرر انتقاده للحكومة السورية، لكنه رفض أيضًا.   في السجن واصل نيوف الكتابة والرسائل من خلال رشوة حراس السجن.
كان نيوف أثناء وجوده في السجن موضع اهتمام كبير من منظمات حقوق الإنسان وحصل على العديد من الجوائز الدولية في مجال الصحافة وحرية الصحافة. في عام 2000، حصل المعهد الدولي للصحافة على لقب نايف باعتباره بطل العالم لحرية الصحافة. 
حصل نيوف على جائزة غويرمو كانو العالمية لحرية الصحافة في عام 2001، بينما كان لا يزال في السجن وفي حالة صحية سيئة للغاية.  خلال جلسة لجنة تحكيم الجائزة، أعرب رئيس لجنة التحكيم أوليفر كلارك وهيئة المحلفين عن قلقه بشأن نزار نيوف، قائلاً: «نحن قلقون جدًا على بقاء نزار نيوف. نحن نفهم أن حالته تدهورت وأن حياته في خطر».

## إطلاق سراحه
سعت العديد من المنظمات بما فيها اليونسكو والرابطة العالمية للصحف إلى تأمين إطلاق سراح نيوف من السجن لأسباب إنسانية بسبب حالته العقلية والبدنية الخطيرة.   أصدر الرئيس السوري بشار الأسد قرارًا بالإفراج عن نيوف بعد عشر سنوات من سجنه الأولى، في 6 مايو 2001 ليتزامن مع زيارة البابا يوحنا بولس الثاني إلى سوريا. تم إطلاق سراح نيوف في الإقامة الجبرية في البداية، ولكن في 20 يونيو / حزيران قبض عليه رجال الأمن خارج العيادة حيث كان يتلقى العلاج. تلا ذلك احتجاجات دولية رداً على الحادثة التي وقعت تماماً بينما كان نيوف يخطط للإفصاح عن معلومات تفصيلية عن انتهاكات حقوق الإنسان السورية، لكن الحكومة نفت تورطها. ومع ذلك، مُنح نيوف الإفراج الكامل وتم رفع حظر السفر،  قبل ساعات من زيارة الرئيس بشار الأسد إلى باريس. انتقل نيوف إلى فرنسا ثم إلى المملكة المتحدة، حيث تقدم بطلب للحصول على اللجوء السياسي، 
سعى للعلاج الطبي من الإصابات التي تعرض لها أثناء التعذيب، مما أدى إلى إصابته بالشلل جزئيًا.  في عام 2002، تم منح نيوف اللجوء السياسي في فرنسا. وفقًا لمحامي نيوف، اتهم محامو حزب البعث الحاكم نيوف بـ «محاولة تغيير الدستور بوسائل غير قانونية، وخلق صراع طائفي، ونشر تقارير ضارة بالدولة»، وأمروه بالمثول في سوريا للتحقيق في سبتمبر 1992. بعد إطلاق سراحه، واصل نيوف التحدث علنا ضد انتهاكات حقوق الإنسان في سوريا، مستهدفا التعذيب والوفيات في الحجز والإعدام بما في ذلك مذبحة سجن تدمر في 27 يونيو 1980، حيث أُعدم أكثر من 1000 إسلامي متهم في سجن تدمر. انضم إلى الائتلاف الديمقراطي السوري للدفاع عن الإصلاحات الديمقراطية.
في 26 مايو 2002 غاب عن نيوف ظهور مخطط له في المؤتمر الخامس والخمسين للحرية العالمية في بروج بلجيكا، حيث كان من المقرر أن يُقدم رسمياً إلى القلم الذهبي للحرية (جائزة فاز بها في عام 2000 أثناء سجنه)، مما أثار قلقًا واسع النطاق بشأن سلامته. نبه أعضاء الكونغرس الشرطة الذين بدأوا عملية بحث دولية. في 27 مايو تم العثور عليه في مستشفى بالقرب من بروكسل. ووفقًا لنيوف قام أشخاص مجهولون بأخذه من غرفته بالفندق وأجبروه على ركوب سيارة، تم قيادته لعدة ساعات قبل أن يترك في غابة أكثر من 100 كيلومتر (62 ميل) بعيدا. عثر عليه أحد المارة في سيارة ونقل إلى المستشفى في أندرلخت حيث عثرت عليه الشرطة. واتهم نيوف الحكومة السورية بالوقوف وراء الاختطاف، وذكر أن مختطفيه عرضوا السماح له بالعودة إلى سوريا إذا كان سيسحب مطالباته بانتهاكات حقوق الإنسان من قبل حكومة الأسد.
في فرنسا في عام 2004، تم السطو على شقة نيوف في أوت دو سين وسرقت الأوراق السرية التي توثق العلاقات بين العراق وعدد من الحكومات الغربية والشرق أوسطية، أثناء عملية السطو كان نيوف يجتمع مع مسؤول بوزارة الداخلية حول تزويد الحكومة الفرنسية بتلك الوثائق وتم رفض طلبه.